# St. Margarethen im Lungau
Pour les articles homonymes, voir Sankt Margarethen.
St. Margarethen im Lungau est une commune autrichienne du district de Tamsweg dans l'État de Salzbourg.